# Sean Eadie
Sean Patrick Eadie (ur. 15 kwietnia 1969 w Sydney) – australijski kolarz torowy, brązowy medalista olimpijski oraz czterokrotny medalista mistrzostw świata.

## Kariera
Pierwszy sukces w karierze Sean Eadie osiągnął w 1997 roku, kiedy wspólnie z Dannym Dayem i Shane'em Kellym zdobył brązowy medal w sprincie drużynowym na mistrzostwach świata w Perth. Trzy lata później, podczas igrzysk olimpijskich w Sydney razem z Darrynem Hillem i Garym Neiwandem zdobył w tej samej konkurencji kolejny brązowy medal, a indywidualnie był siódmy. Na mistrzostwach świata w Antwerpii w 2001 roku Australijczycy w składzie: Jobie Dajka, Ryan Bayley i Sean Eadie zajęli drugie miejsce, ulegając tylko Francuzom. Największe sukcesy osiągnął jednak w 2004 roku. Podczas mistrzostw świata w Kopenhadze był najlepszy w sprincie indywidualnym, a razem z Bayleyem i Dajką wywalczył srebro drużynowo. Ponadto na igrzyskach Wspólnoty Narodów w Manchesterze zwyciężył drużynowo, a indywidualnie był drugi. Startował również na igrzyskach olimpijskich w Atenach w 2004 roku, gdzie wraz z kolegami z reprezentacji był czwarty, a indywidualną rywalizację zakończył na dwunastej pozycji.